# یواس‌اس پتینا (اس‌پی-۶۷۵)
یواس‌اس پتینا (اس‌پی-۶۷۵) (به انگلیسی: USS Pattina (SP-675)) یک کشتی به طول ۶۰ فوت (۱۸ متر) بود. این کشتی در سال ۱۹۱۶ ساخته شد.